# Hermann von Bertrab (General)

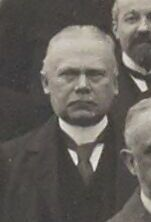
Hermann von Bertrab (1913)

Hermann Karl Josef Ludwig Wilhelm von Bertrab (* 15. September 1857 in Glatz; † 24. Januar 1940 in Berlin) war ein preußischer General der Infanterie und Geodät.

## Leben

### Herkunft
Hermann war der Sohn des preußischen Landgerichtsrates Joseph von Bertrab (1820–1887) und dessen Ehefrau Maria, geborene Gräfin von Stillfried-Rattonitz (1831–1866).

### Militärkarriere
Bertrab schlug eine Offizierslaufbahn in der Preußischen Armee ein und wurde mit Patent vom 15. April 1878 Sekondeleutnant. Im weiteren Verlauf seiner Karriere war er von 1904 bis 1911 Leiter der trigonometrischen Abteilung der Preußischen Landesaufnahme und unterrichtete daneben Mathematik und Geodäsie an der Kriegsakademie in Berlin. Am 21. Februar 1911 beauftragte man ihn zunächst mit der Wahrnehmung der Geschäfte eines Oberquartiermeisters im Großen Generalstab und des Chefs der Landesaufnahme. Unter Beförderung zum Generalmajor wurde Bertrab am 20. März 1911 zum Oberquartiermeister und zum Chef der Landesaufnahme sowie gleichzeitig zum Mitglied der Studienkommission der Kriegsakademie ernannt.
Als Chef der Landesaufnahme war er auch einer der Vorsitzenden des Vereins „Deutsche Antarktische Expedition“, der für die Einwerbung von Sponsorengeldern und logistische Belange der von Wilhelm Filchner geleiteten Zweiten Deutschen Antarktisexpedition (1911–1912) gegründet worden war.
Nach dem Attentat von Sarajevo am 28. Juni 1914 und der danach erfolgten Zuspitzung der Konfliktlage zwischen den fünf europäischen Großmächten sowie Serbien (Julikrise) sprach Kaiser Wilhelm II. am 6. Juli 1914 vor der Abreise nach Kiel zu seiner Nordlandkreuzfahrt mit Eduard von Capelle als Vertreter von Marineminister Tirpitz, mit dem preußischen Kriegsminister Erich von Falkenhayn und mit Generalleutnant Bertrab, der wegen des Kuraufenthaltes von Helmuth Johannes Ludwig von Moltke in Karlsbad den Großen Generalstab leitete.

Bertrab notierte als Ergebnis der Gespräche und zur Information für den Generalstab: 

„Der Kaiser von Österreich sei entschlossen, in Serbien einzurücken. Seine Majestät billigt im Einvernehmen mit dem Auswärtigen Amt und dem Kriegsministerium diesen Beschluss.“

Bei Ausbruch des Ersten Weltkriegs 1914 wurde die Landesaufnahme bis auf die Kartographische Abteilung aufgelöst und Bertrab diente vom 21. Dezember 1914 bis 24. April 1917 als Kommandeur der 39. Infanterie-Division. Nach der insbesondere zur besseren Unterstützung des Kriegsvermessungswesens erfolgten Wiedereinrichtung der Landesaufnahme am 29. April 1917 wurde Bertrab erneut Chef der Behörde, erhielt den Stern zum Roten Adlerorden II. Klasse mit Eichenlaub und Schwertern und avancierte zum General der Infanterie. 
Nach Kriegsende wurde er am 12. Mai 1919 in Genehmigung seines Abschiedgesuches mit der gesetzlichen Pension zur Disposition gestellt. Anschließend war Bertrab als Reichskommissar für die Neuorganisation des Vermessungswesens tätig.
Die Königliche Technische Hochschule zu Berlin ernannte ihn 1916 zum Ehrendoktor (Dr.-Ing. h. c.). Am 17. Dezember 1917 wurde Bertrab als Mitglied (Matrikel-Nr. 3396) in die Leopoldina aufgenommen. Ihm zu Ehren wurden die Bertrabnunatakker in der Antarktis, der Bertrab-Gletscher auf Südgeorgien und die Bergkette Bertrabfjellet auf Spitzbergen benannt.

### Familie
Bertrab hatte sich am 9. August 1894 in Berlin mit Laure Taylor-Browne (* 1869) verheiratet. Aus der Ehe gingen der Sohn Heinrich (* 1895) und die Tochter Martha (* 1899) hervor.